# Mufindi
Mufindi es uno de los 7 valiatos de la región de Iringa de Tanzania. Limita al norte con los valiatos de Kilolo e Iringa Urbano, al sur con el valiato de Njombe, al este con la región de Morogoro y al oeste con la región de Singida.
Según el Censo Nacional de Tanzania de 2002, la población del distrito Mufindi fue de 283 032 habitantes.
Mufindi es montañoso, con uno de los climas más frescos y lluviosos en Tanzania. Es especialmente conocido por sus plantaciones de té.

## Subdivisiones
Mufindi está dividido administrativamente en 28 katas:
| - Bumilayinga - Idunda - Ifwagi - Igombavanu - Igowole - Ihalimba - Ihanu | - Ihowanza - Ikweha - Isalavanu - Itandula - Kasanga - Kibengu - Kiyowela | - Luhunga - Mafinga - Makungu - Malangali - Mapanda - Mbalamaziwa - Mdabulo | - Mninga - Mpanga Tazara - Mtambula - Mtwango - Nyololo - Rungemba - Sadani |